# Buțîkove (Tereșkivka), Sumî
Buțîkove (în ucraineană Буцикове) este un sat în comuna Tereșkivka din raionul Sumî, regiunea Sumî, Ucraina.

## Demografie
Componența lingvistică a localității Buțîkove
     Ucraineană (100%)
Conform recensământului din 2001, toată populația localității Buțîkove era vorbitoare de ucraineană (100%).